# Palais des expositions de Rome
Le Palais des expositions (en italien : Palazzo delle Esposizioni) est un palais des congrès de style néoclassique situé sur la Via Nazionale à Rome.

## Historique
Conçu par Pio Piacentini, le palais, ouvert en 1883, est temporairement modifié pendant la période fasciste car son style est alors considéré comme désuet.
Il a hébergé plusieurs expositions (Mostra della Rivoluzione Fascista, Mostra Augustea della Romanità).
Il héberge un cinéma de 139 places, un auditorium de 90 places, un café, un restaurant, une bibliothèque et une salle de congrès dénommée Forum.

## Principales expositions
- Esposizione delle Belle Arti (1883).
- Exposition sur Garibaldi (1932).
- Mostra della Rivoluzione Fascista (1932–1934).
- Mostra Augustea della Romanità (1937).
- Quadriennale di Roma (1re - 4e, 6e - 10e, 12e, 13e et 15e (en) éditions[1]).

## Galerie

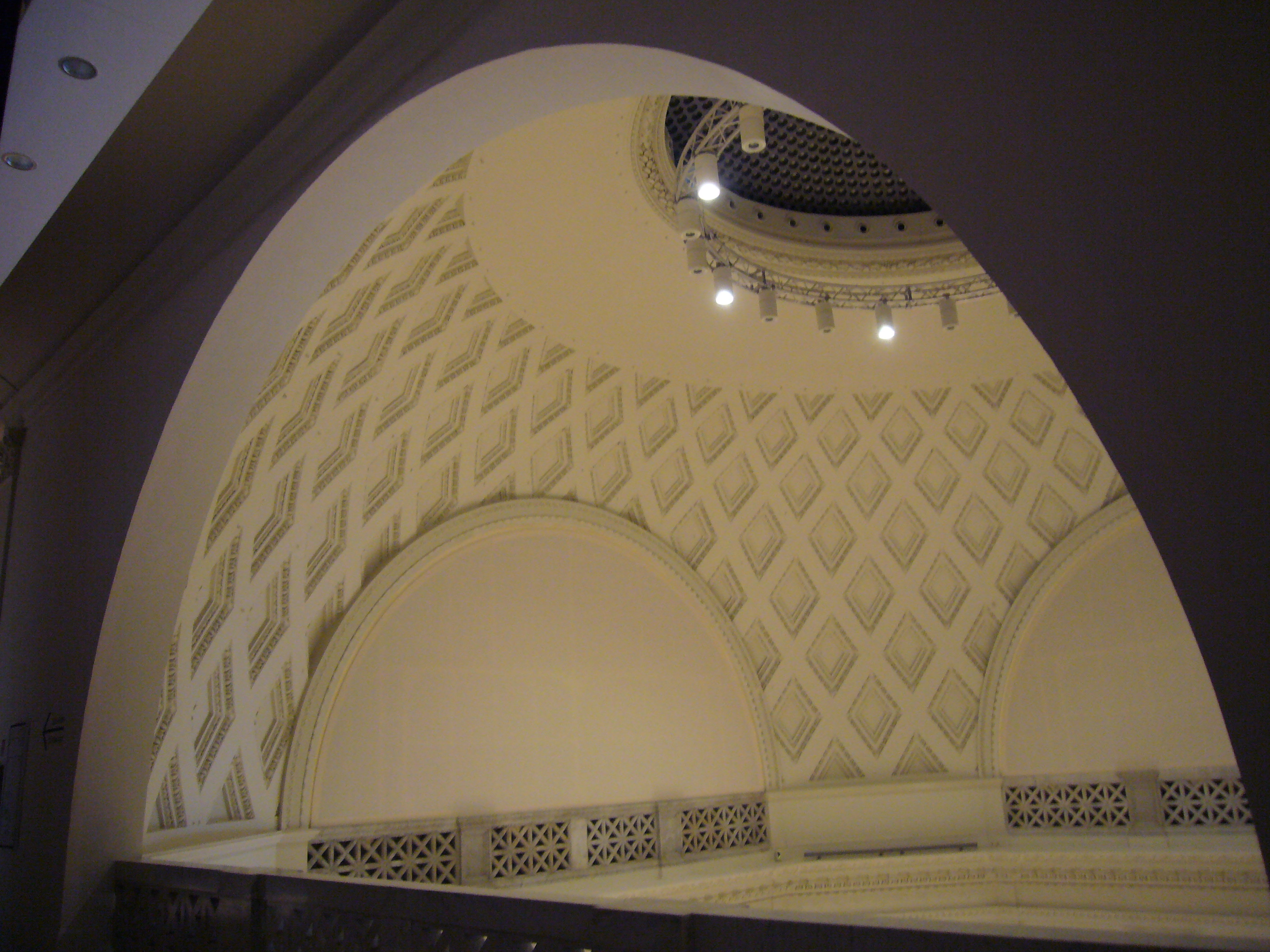
Le dôme.
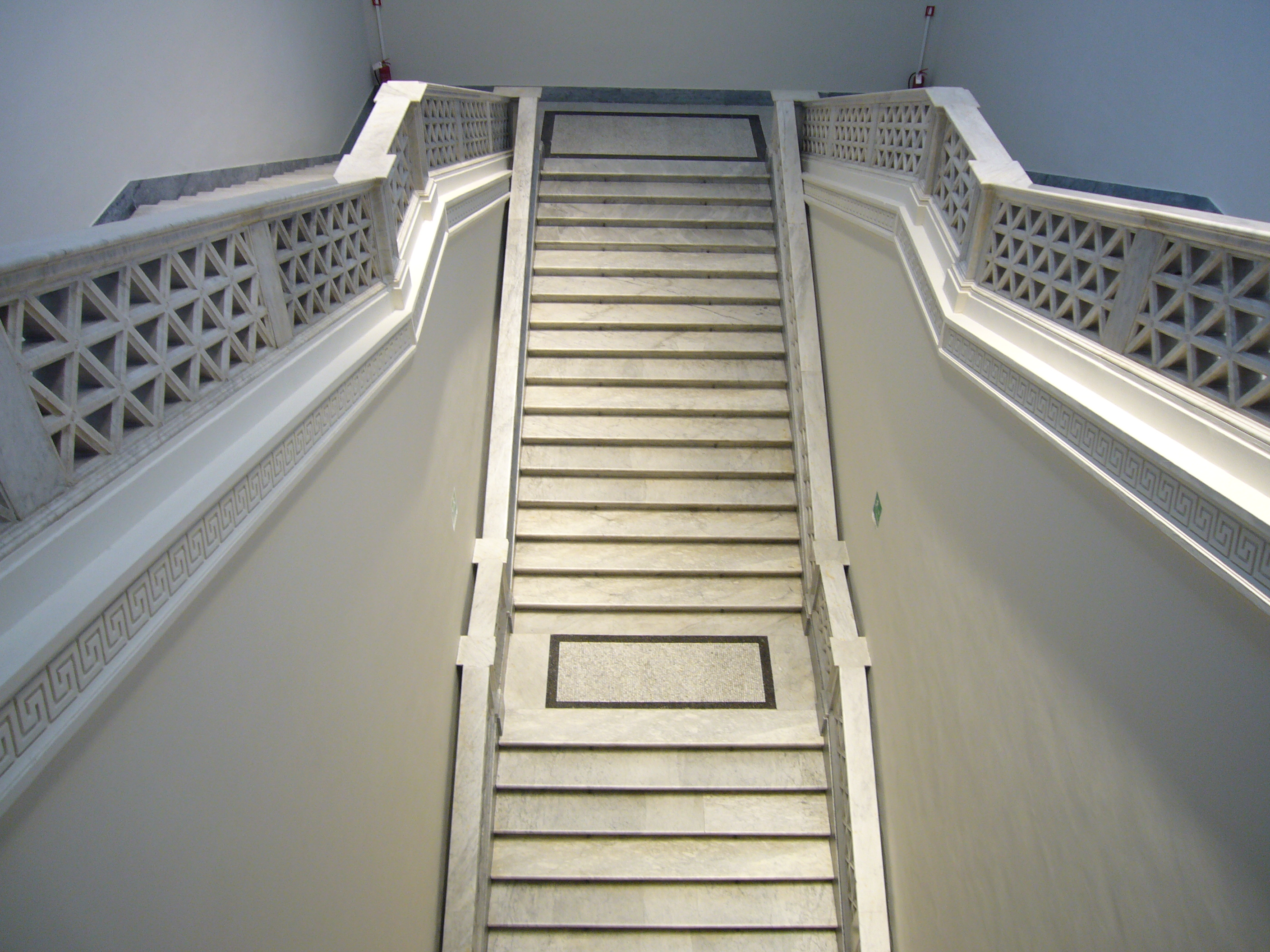
Le grand escalier.
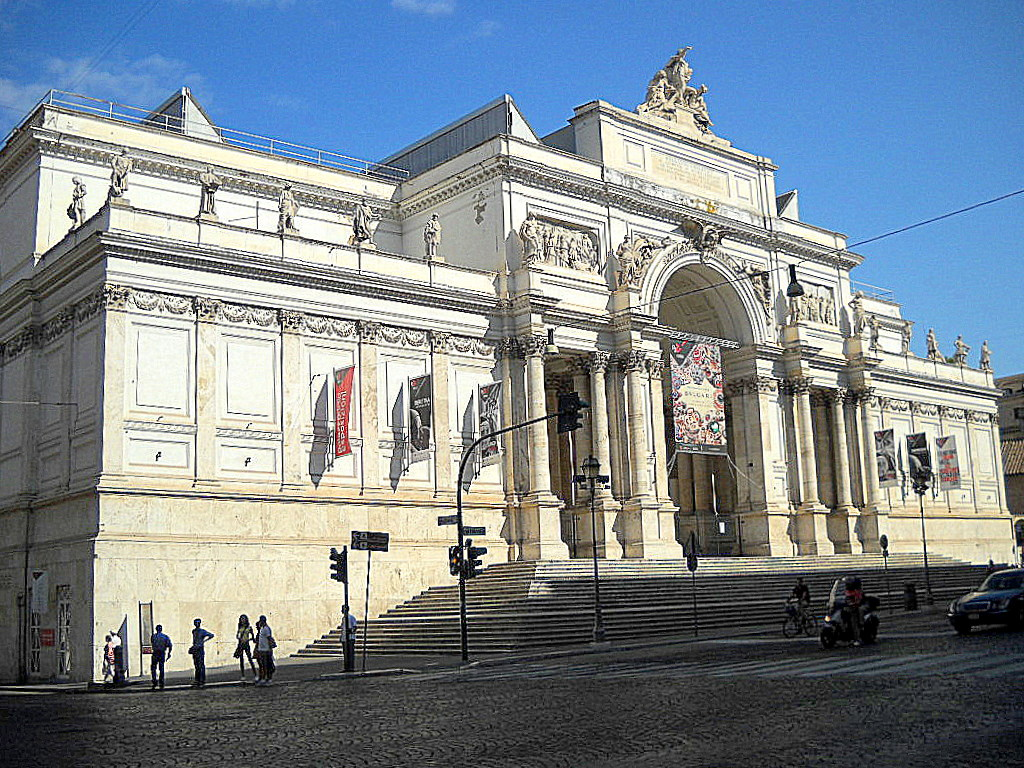
Extérieur

## Sources
- (en) Cet article est partiellement ou en totalité issu de l’article de Wikipédia en anglais intitulé « Palazzo delle Esposizioni » (voir la liste des auteurs).